# Carl Götze (Pädagoge)
Carl (Karl) Johann Heinrich Götze (* 2. Januar 1865 in Pinneberg; † 2. Mai 1947 in Cuxhaven) war ein deutscher Pädagoge und Schulreformer.

## Leben und Wirken
Carl Götze besuchte von 1884 bis 1887 ein Lehrerseminar für Volksschullehrer in Hamburg, wo er anschließend eine erste Stelle als Lehrer fand. 1906 heiratete er Gertrud Scheel, mit der er zwei Kinder hatte. Von 1914 bis 1919 lehrte er an der Schule im Brödermannsweg in Groß Borstel. Anschließend übernahm er die Leitung der Versuchsschule Telemannstraße in Hamburg-Eimsbüttel. 1920 wechselte er in Schulbehörde, wo er als Oberschulrat das Volksschulwesen leitete. Seine Dienstzeit endete mit der Pensionierung 1930. Er positionierte sich früh sozialdemokratisch, wurde aber erst nach 1918 Mitglied der SPD.
Als Schulreformer engagierte sich Götze ab Ende des 19. Jahrhunderts zunächst in der Gesellschaft der Freunde des vaterländischen Schul- und Erziehungswesens. Er wollte die ästhetische Erziehung umfassend ändern und von einer technisch ausgerichteten, theoretischen Zeichenlehre zu kreativer Gestaltung führen. Dafür hospitierte er an englischen Schulen, an denen der Zeichenunterricht reformiert worden war und bearbeitete mit den Neuen Wegen zur künstlerischen Erziehung der Jugend  ein zugehöriges Standardwerk von James Liberty Tadd, das 1900 auf dem deutschen Buchmarkt erschien. Im Rahmen seiner Bemühungen lernte er den Direktor der Hamburger Kunsthalle, Alfred Lichtwark, kennen. Sie organisierten 1897 in der Kunsthalle eine Ausstellung freier Kinderzeichnungen, die unter dem Titel „Das Kind als Künstler“ überregionale Bekanntheit erlangte. Götze initiierte die Kunsterziehungstage mit, die 1901 in Dresden, 1903 in Weimar und 1905 in Hamburg stattfanden. Von 1905 bis 1914 gab er die Kunstzeitschrift Der Säemann heraus und engagierte sich ab 1908 in führender Position im Bund für Schulreform. Der Pädagoge arbeitete eng mit Georg Kerschensteiner und dem Preußischen Zentralinstitut für Erziehung und Bildung in Berlin zusammen.
Während Götzes Dienstzeit in der Weimarer Republik kam es in Hamburg zu umfassenden Schulreformen. Dazu zählten die Selbstverwaltung der Schulen, eine Arbeitsschule, freie Formen des Unterrichts und praktisches Lehrmethoden. Außerdem wurde das Institut für Lehrerfortbildung ins Leben gerufen. Götze konnte gemeinsam mit Schulsenator Emil Krause die vier Versuchsschulen im Volksschulwesen gegen Angriffe Konservativer schützen. Als Repräsentant der Schulreform in Hamburg nahm er an zahlreichen in- und ausländischen Kongressen und Veranstaltungen teil.
Seit 1991 erinnert die Carl-Götze-Schule in Groß-Borstel an den ehemaligen Pädagogen.